# Liga de Fútbol de San Pedro y Miquelón
La Liga de Fútbol de San Pedro y Miquelón (Ligue de Football de Saint Pierre et Miquelon —LFSPM—) es una asociación que reagrupa los clubes de fútbol de San Pedro y Miquelón y se encarga de la organización de las competiciones nacionales y los partidos internacionales de la Selección de fútbol de San Pedro y Miquelón.
Está afiliada a la FFF, pero no pertenece ni a la Concacaf ni a la FIFA. La preside Hervé Huet.

## Historia
La «liga regional» de San Pedro y Miquelón se fundó en 1976 y se juega ininterrumpidamente desde entonces. Anterior a esta, existía la Copa del Territorio o Coupe de l'Archipel, fundada en 1964, que se jugaba entre AS Saint-Pierraise y AS Île-aux-Marins (desde 1965, AS Ilienne Amateur) y que desde 1976, se ha disputado ocasionalmente (la última vez fue en 2011).

## Localización
- Rue Richard Bartlett, B.P. 4318, 97500 Saint Pierre, San Pedro y Miquelón.

## Sistema de competición
Actualmente participan en la LFSPM tres clubes, que se enfrentan todos contra todos (siguiendo un calendario preestablecido por sorteo) en ocho ocasiones, cuatro en campo propio y cuatro en campo contrario. Son un total de 24 jornadas, que se desarrollan entre los meses de mayo y septiembre del mismo año.
El campeonato tiene un sistema de puntos de 4-2-1, como todos los torneos amateur franceses (exceptuando el Championnat National). Al término del campeonato, el equipo que acumula más puntos se proclama campeón de la liga.

## Equipos 2020
| Club                 | Fundación | Estadio                | Ciudad    | Capacidad |
| -------------------- | --------- | ---------------------- | --------- | --------- |
| A.S. Ilienne Amateur | 1953      | Stade John Girardin    | San Pedro | 1.400     |
| A.S. Miquelonnaise   | 1949      | Stade de l'Avenir      | Miquelón  | 200       |
| A.S. Saint-Pierraise | 1903      | Stade Léonce Claireaux | San Pedro | 500       |

## Palmarés
- 1976 : AS Ilienne Amateur
- 1977 : AS Ilienne Amateur
- 1978 : AS Ilienne Amateur
- 1979 : AS Ilienne Amateur
- 1980 : AS Ilienne Amateur
- 1981 : AS Ilienne Amateur
- 1982 : AS Ilienne Amateur
- 1983 : AS Ilienne Amateur
- 1984 : AS Ilienne Amateur
- 1985 : AS Ilienne Amateur
- 1986 : AS Ilienne Amateur
- 1987 : AS Ilienne Amateur
- 1988 : AS Saint-Pierraise
- 1989 : AS Ilienne Amateur
- 1990 : AS Ilienne Amateur
- 1991 : AS Ilienne Amateur
- 1992 : AS Miquelonnaise
- 1993 : AS Saint-Pierraise
- 1994 : AS Saint-Pierraise
- 1995 : AS Saint-Pierraise
- 1996 : AS Ilienne Amateur
- 1997 : AS Saint-Pierraise
- 1998 : AS Saint-Pierraise
- 1999 : AS Miquelonnaise
- 2000 : AS Saint-Pierraise
- 2001 : AS Saint-Pierraise
- 2002 : AS Ilienne Amateur
- 2003 : AS Ilienne Amateur
- 2004 : AS Ilienne Amateur
- 2005 : AS Miquelonnaise
- 2006 : AS Ilienne Amateur
- 2007 : AS Saint-Pierraise
- 2008 : AS Miquelonnaise
- 2009 : AS Ilienne Amateur
- 2010 : AS Ilienne Amateur
- 2011 : AS Ilienne Amateur
- 2012 : AS Ilienne Amateur
- 2013 : AS Ilienne Amateur
- 2014 : AS Ilienne Amateur
- 2015 : AS Saint-Pierraise
- 2016 : AS Saint-Pierraise
- 2017 : AS Ilienne Amateur
- 2018 : AS Ilienne Amateur
- 2019 : AS Saint-Pierraise
- 2020 : AS Miquelonnaise
- 2021 : AS Miquelonnaise
- 2022 : AS Saint-Pierraise
- 2023 : AS Miquelonnaise
- 2024 : AS Saint-Pierraise

## Títulos por club
| Club                 | Títulos | Años de los campeonatos |
| -------------------- | ------- | --- |
| A.S. Ilienne Amateur | 28      | 1976, 1977, 1978, 1979, 1980, 1981, 1982, 1983, 1984, 1985, 1986, 1987, 1989, 1990, 1991, 1996, 2002, 2003, 2004, 2006, 2009, 2010, 2011, 2012, 2013, 2014, 2017, 2018 |
| A.S. Saint-Pierraise | 14      | 1988, 1993, 1994, 1995, 1997, 1998, 2000, 2001, 2007, 2015, 2016, 2019, 2022, 2024                                                                                     |
| A.S. Miquelonnaise   | 7       | 1992, 1999, 2005, 2008, 2020, 2021, 2023 |

## Coupe de l'Archipel
La Copa del Archipiélago o Copa del Territorio es el torneo nacional de copa de San Pedro y Miquelón.
| Temporada | Campeón            | Resultado      | Finalista          |
| --------- | ------------------ | -------------- | ------------------ |
| 1964      | AS Ilienne Amateur |                |                    |
| 1965      | AS Ilienne Amateur |                |                    |
| 1966      | AS Ilienne Amateur |                |                    |
| 1967      | AS Ilienne Amateur |                |                    |
| 1968      | AS Ilienne Amateur |                |                    |
| 1969      | AS Ilienne Amateur |                |                    |
| 1970      | AS Ilienne Amateur |                |                    |
| 1971      | No disputada       | No disputada   | No disputada       |
| 1972      | AS Saint-Pierraise |                |                    |
| 1973      | AS Ilienne Amateur |                |                    |
| 1974      | AS Ilienne Amateur |                |                    |
| 1975      | AS Ilienne Amateur |                |                    |
| 1976-78   | No disputada       | No disputada   | No disputada       |
| 1979      | AS Ilienne Amateur |                |                    |
| 1980      | AS Ilienne Amateur |                |                    |
| 1981      | AS Ilienne Amateur |                |                    |
| 1982      | AS Ilienne Amateur |                |                    |
| 1983      | AS Ilienne Amateur |                |                    |
| 1984      | No disputada       | No disputada   | No disputada       |
| 1985      | AS Ilienne Amateur |                |                    |
| 1986      | AS Ilienne Amateur |                |                    |
| 1987      | AS Ilienne Amateur |                |                    |
| 1988      | AS Ilienne Amateur |                |                    |
| 1989      | No disputada       | No disputada   | No disputada       |
| 1990      | AS Saint-Pierraise |                |                    |
| 1991      | AS Ilienne Amateur |                |                    |
| 1992      | AS Ilienne Amateur |                |                    |
| 1993      | AS Miquelonnaise   |                |                    |
| 1994      | No disputada       | No disputada   | No disputada       |
| 1995      | AS Ilienne Amateur |                |                    |
| 1996      | AS Ilienne Amateur |                |                    |
| 1997      | AS Miquelonnaise   |                |                    |
| 1998      | No disputada       | No disputada   | No disputada       |
| 1999      | AS Saint-Pierraise |                |                    |
| 2000      | AS Miquelonnaise   |                |                    |
| 2001      | AS Saint-Pierraise |                |                    |
| 2002      | AS Ilienne Amateur |                |                    |
| 2003      | AS Ilienne Amateur |                |                    |
| 2004      | AS Miquelonnaise   |                |                    |
| 2005      | AS Miquelonnaise   | 2 - 1          | AS Ilienne Amateur |
| 2006      | AS Ilienne Amateur |                |                    |
| 2007      | AS Saint-Pierraise |                |                    |
| 2008      | AS Miquelonnaise   |                |                    |
| 2009      | AS Miquelonnaise   |                |                    |
| 2010      | AS Ilienne Amateur | 2 - 1          | AS Miquelonnaise   |
| 2011      | AS Ilienne Amateur | venció a       | AS Saint-Pierraise |
| 2012      | AS Ilienne Amateur |                |                    |
| 2013      | AS Miquelonnaise   | 0-0 (7-6 pen.) | AS Ilienne Amateur |
| 2014      | AS Ilienne Amateur | 1 - 0          | AS Saint-Pierraise |
| 2015      | AS Saint-Pierraise | 2 - 0          | AS Ilienne Amateur |
| 2016      | AS Saint-Pierraise | 5 - 3          | AS Ilienne Amateur |
| 2017      | AS Ilienne Amateur | 4 - 0          | AS Saint-Pierraise |
| 2018      | AS Ilienne Amateur | 3 - 0          | AS Saint-Pierraise |
| 2019      | AS Saint-Pierraise | 2 - 1          | AS Ilienne Amateur |
| 2020      | AS Saint-Pierraise | 2 - 0          | AS Miquelonnaise   |
| 2021      | AS Miquelonnaise   | 3 - 0          | AS Saint-Pierraise |
| 2022      | AS Saint-Pierraise | 2 - 0          | AS Miquelonnaise   |
| 2023      | AS Miquelonnaise   | 4 - 1          | AS Saint-Pierraise |
| 2024      | AS Ilienne Amateur | 4 - 1          | AS Saint-Pierraise |

## Títulos de Copa
| Club               | Campeón | Años campeón |
| ------------------ | ------- | --- |
| AS Ilienne Amateur | 33      | 1964, 1965, 1966, 1967, 1968, 1969, 1970, 1973, 1974, 1975, 1979, 1980, 1981, 1982, 1983, 1985, 1986, 1987, 1988, 1991, 1992, 1995, 1996, 2002, 2003, 2006, 2010, 2011, 2012, 2014, 2017, 2018, 2024 |
| AS Miquelonnaise   | 10      | 1993, 1997, 2000, 2004, 2005, 2008, 2009, 2013, 2021, 2023 |
| AS Saint-Pierraise | 10      | 1972, 1990, 1999, 2001, 2007, 2015, 2016, 2019, 2020, 2022 |